# Szabó Sándor (labdarúgó, 1948)
Szabó Sándor (Bene, 1948. július 15. – 2018. augusztus 24. vagy előtte) labdarúgó, középpályás.

## Pályafutása
1967 és 1972 között a Haladás labdarúgója volt. Az élvonalban 1967. március 5-én mutatkozott be a Szegedi EAC ellen, ahol 0–0-s döntetlen született. 1972 és 1975 között a Vasas csapatában játszott, ahol bajnoki bronzérmet szerzett és kupa győztes lett a csapattal az 1972–73-as idényben. 1975-ben visszatért Szombathelyre, ahol még két idényen át szerepelt az élvonalban és 1977-ben vonult vissza. Összesen 186 élvonalbeli mérkőzésen lépett pályára és 35 gólt szerzett.

## Sikerei, díjai
- Magyar bajnokság
  - 3.: 1972–73
- Magyar kupa (MNK)
  - győztes: 1973